# Cyril Desamaison
 (février 2017).
Cyril Desamaison né à Sens (Yonne) le 19 avril 1990 est un joueur de football américain évoluant au poste de Defensive End (d-end) au club des canonniers de Toulon.
Plusieurs fois sélectionné en équipe régionale, il évolua plus tard en Équipe de France de la discipline pour la Première Coupe du monde Junior qui s'est déroulé aux États-unis en 2009 à Canton (Ohio).

## Biographie
Après plusieurs stages régionaux avec la Ligue de football américain PACA (Provence Alpes Côte d'Azur) il fut convoqué pour son premier stage en Équipe de France à Amiens, qui avait en vue la première coupe du monde junior de la discipline, disputé du 27 juin au 5 juillet 2009. La confirmation de son intégration lui a permis de s'envoler pour Canton dans l'Ohio, pour représenter son pays devant 10 000 personnes.